# История Беэр-Шевы
Город Беэр-Шева, расположенный на юге Израиля, имеет древнюю историю. Впервые упоминается в Библии.

## Медный век (4—3 тысячелетия до н. э)
В период халколита на берегах вади Беэр-Шева существовала т. н. беэр-шевская культура, от которой сохранилось 7 объектов, из них три находятся в пределах города: колодец Абу-Матар, колодец Цафад (район Неве-Ной) и руины Батар. По некоторым мнениям, эти поселения никак не были связаны между собой, по другим, они являлись частями большой разбросанной деревни, причём каждая часть специализировалась на производстве разных орудий: в Абу-Матар плавили металл, а в Цафад изготавливали предметы из кости, камня и слоновой кости. Интересно развитие в этой культуре жилья, которое на ранних этапах характеризовалось подземными помещениями, что уникально для Палестины (некоторые исследователи усматривают в этом доказательство того, что население этих жилищ пришло в данный регион из мест, где почва позволяла строить подобное жильё). На первом этапе выкапывались большие залы, служившие для ночлега и хранения, вход в которые был через дворик на склоне холма, где занимались ремеслом; из-за величины помещений, выкопанных в мягком лёссе, своды часто обрушались, поэтому на следующем этапе жители перешли к строительству небольших подземных помещений, которые соединялись узкими коридорами. После этого все объекты были заброшены на некоторое время. На третьем этапе строения являлись полуподземными, то есть землянками — это были круглые помещения, обычно устроенные на месте обрушения подземных залов. И, наконец, на последнем этапе появились настоящие каменные надземные дома. Существует мнения, что подземные помещения никогда не являлись жилыми, а лишь служили складами. Количество жителей поселений на каждом этапе оценивается в примерно 200 человек.
В Беэр-Шеве были сделаны и другие находки, выделяющие её из остальных археологических объектов Палестины: например, известные статуэтки из слоновой кости, изображающие мужчину с углублениями на лице (видимо, символизировавшие волосы), и женщину с подчёркнутыми половыми органами, названную «беэр-шевской Венерой», а также другие предметы из этого материала. Слоновая кость, несомненно, доставлялась из Африки, что указывает на связь с Египтом; а базальтовые инструменты, которые не могли быть изготовлены в Беэр-Шеве, демонстрируют наличие связей с северным Ханааном.
Ещё можно отметить то, что в Беэр-Шеве найдены свидетельства существования металлургии, самые древние в Израиле. В основном, там выплавлялись медные предметы среднего качества. Выплавка производилась в небольших печках радиусом 30-40 см и высотой 12-15 см, которые были сделаны из глины, укреплённой соломой.
Экономика данной культуры была основана на культивации пшеницы и ржи и разведении овец и коз.
Культура медного века исчезла в Беэр-Шеве и остальном Ханаане около 3150 года до н. э. так же внезапно, как и появилась. В бронзовом веке, в течение около 2000 лет, этот район был полностью заброшен.

## Библейский период (около 1200 — около 500 до н. э.)
Беэр-Шева неоднократно упоминается в Библии в качестве самого южного города колена Иуды и всего Ханаана, например в выражении «от Дана до Беэр-Шевы» (3 Царств 5:5). В тот период в Негеве существовали, в основном, большие неукреплённые поселения, и Беэр-Шева была значительным центром активности в регионе. Библейская Беэр-Шева расположена восточнее современной, в Тель-Беэр-Шева, далее указаны культурные слои при раскопках этого теля.
На первом этапе (IX слой) в каменистом холме вырубались ямы для жилья, работы и хранения; вероятно, рядом стояли и простые жилые постройки. На следующем этапе (VIII слой) в ямах добавились стены, рядом были возведены каменные строения. Считается, что эти слои относятся к XII веку до н. э..
После этого вершину холма разровняли и на ней было воздвигнуто поселение с овальным укреплением (VII слой). Жилые дома были возведены изнутри и прилегали к стенам крепости. В конце XI века поселение разрослось за пределы укрепления в сторону колодца. От укрепления был найден только юго-восточный угол. Видимо, опасное время продолжалось недолго, потому что в следующем, VI-ом слое, дома были построены на месте разобранного укрепления. После этого слоя, вероятно, в начале царствования Давида, что соответствует первой четверти X века до н. э., холм вновь разровняли и там возвели настоящий укреплённый город.
В четырёх верхних слоях (V-I) Беэр-Шева являлась большим укреплённым городом, административным и религиозным центром Негева. Особенно заметна толщина укреплений, сопоставимая с городами, бо́льшими в 5 раз. Колодец специально был оставлен за стенами, для использования караванами и прохожими. V слой полностью погиб в большом пожаре, поэтому есть много находок того времени. Видимо, это являлось следствием экспедиции в Ханаан фараона Шешонка, возможно, город упоминается в его списках под названием «Хегер Аврам». Впоследствии (IX-ый век) город был восстановлен по первоначальному плану, не считая мелких изменений.
В позднеизраильский период город был полностью перестроен. Из-за масштабных раскопок и малого размера теля, на сегодняшний день Тель-Беэр-Шева является наиболее сохранившимся из израильских городов того времени. Жилые дома занимали около двух третей площади города: существовало 60 домой, вмещавших в себя около 500 человек. Остальная территория была занята улицами, укреплениями, складами, системой водоснабжения и святилищем. Город был превосходно спланирован для того времени: он был возведён на вершине холма, предоставлявшем возможность наблюдения и обороны и прохладу в жаркие дни; ни один дом не выходил за линию улицы; в III слое укрепления были перестроены и усилены и улучшена система водоснабжения, представляющая собой квадратную шахту со ступенями, позволяющими спуститься до уровня подземных вод. Улицы расходятся веером от главных ворот, ещё одна идёт по его окружности. Площадь у городских ворот являлась центром города, где происходила торговля, суды и прочая общественная деятельность. В городе была система дренажа, уводящая дождевую воду через улицы за город, в колодец (по другим данным, колодец относится к более позднему периоду). Кроме обогащения колодца дождевыми водами, система предотвращала разрушение глинобитных домов. Главным зданием города был склад, где хранилось в основном зерно, он состоял из трёх залов, средний из которых являлся проходом; эта находка прояснила назначение подобных зданий, раскопанных ранее во многих израильских городах, и названных конюшнями, так как в них были найдены лишь кольца для привязывания скотины, а до раскопок в Тель-Беэр-Шева не было замечено следов зерна. Самое роскошное здание города — двухэтажный дворец правителя. Были найдены фрагменты «рогатого жертвенника», самого большого и красивого в Израиле; их нашли вделанными в стену склада, это, скорее всего, было сделано во время религиозной реформы царя Езекии. II слой был разрушен во время похода ассирийского царя Синаххериба в 701 году до н. э., и это место пустовало до постройки персидского укрепления через 300 лет после этого.

## Римско-византийский период (63 год до н. э. — 634 год н. э.)
В эллинистическую эру в Беэр-Шеве существовали только маленький сторожевой пост и храм, разрушенные Александром Янаем при захвате этих мест.
В римский и византийский периоды город стоял на месте нынешнего старого города, на Тель-Беэр-Шева были найдены руины византийской церкви. С римских времён почти не осталось свидетельств, в то время Беэр-Шева уступила звание регионального центра таким городам как Газа или Мемфис, к тому же при постройке города в XX веке турки использовали камни с развалин, поэтому сведения о Беэр-Шеве того времени основаны, в первую очередь, на письменных источниках.
Беэр-Шева была пограничным городом между Иудейским царством и набатейскими районами. Когда в 63—64 г. до н. э. Помпей захватил Иудею, она стала римским пограничным городом. Веспасиан и последующие императоры стали строить на границах империи укреплённый барьер — лимес (лат. limes), и Беэр-Шева стала его частью. После 268 года, при иллирийских императорах, город достиг вершины своего процветания: регион стал безопасным, торговля процветала, здесь был центр епархии. После вторжения персов Беэр-Шева сильно пострадала, а после арабского вторжения вовсе исчезла с карты: остались только руины домов и соборов, которые видели путешественники и в XIX веке.
Со времени арабского вторжения в VII веке (632) в Беэр-Шеве не существовало постоянных поселений, она была предана забвению. Европейские исследователи не могли указать её расположение, некоторые считали, что она находилась на месте Бейт-Гуврин, и только в 1806 году исследователь Зетцен определил её настоящее местонахождение.

## Возрождение Беэр-Шевы в Османский период (1900—1917)
С окончанием строительства Суэцкого канала в 1869 году власти Османской империи осознали важность упрочения своего присутствия на отдаленных пустынных территориях, заселённых кочевыми племенами бедуинов. Время от времени враждовавшие между собой и с оседлыми крестьянами Хевронского нагорья и Газы бедуины Негева неохотно подчинялись центральным властям вследствие слабого контроля с их стороны в районах их расселения. Решением проблемы было признано создание отдельного округа (kaza) с административной столицей на стыке территорий трёх наиболее крупных племен — Азазме на юге, Тияха на востоке и Тарабин на западе.
Местом строительства была выбрана местность, именуемая бедуинами Бир ас-Саба (араб. بئر السبع‎) — Семь колодцев. Наличие неглубокого водоносного слоя, позволявшего относительно легко поставлять воду для нужд планируемого города, и удобная переправа через реку в месте пересечения нескольких основных дорог, стали главными решающими факторами в пользу выбора этого места. Название закладываемому турецкими властями городу Birüssebi или Beerşeba было дано в созвучии с арабским названием места.
В 1890 году турки, при помощи немецких консультантов, построили на этом месте полицейский форт.
По разным источникам, для создания города власти приобрели у бедуинов между 1000 и 2500 дунамов земли и стали продавать землю желающим поселиться там, бедуинам, строившим там постоянные жилища, земля передавалась бесплатно. По одному источнику, архитекторами, спроектировавшими город, являлись два турка, которым помогали иностранцы — швейцарец и немец. Они хотели построить современный город с сетью перекрещивающихся улиц, игнорируя местные условия, что впоследствии затрудняло прокладку городской инфраструктуры. Большинство домов было построено из камней византийских развалин или из добытых на местной каменоломне (ныне — геологический парк).
Первым построенным зданием была Сарайя (мэрия), построенная вторым наместником, Мухаммадом Джар-Аллой.
Официальные данные о численности населения в период османского правления отсутствуют. В 1903 году, по описанию профессора Шейнфельда, в городе было 38 готовых домов и 12 в процессе строительства, на главной улице работали 12 лавок, а население города составляло 300 человек. По данным американского географа Элсворта Хантингтона, посетившего город в 1909 году и встречавшегося с официальными лицами, здесь было 800 жителей. То же число указывается и в изданном в 1912 году во Франции издательством Карла Бедекера путеводителе по Палестине и Сирии. Артур Руппин, ссылаясь на официальные источники сообщал, что в 1916 году численность населения города составляла 3000 жителей.
Появились многие общественные здания: мечеть (1906), школа для бедуинских детей (1913), дом наместника, станция и железная дорога в Иерусалим и Дамаск.
Первая мировая война дала толчок развитию города, который служил для турок южной военной базой для войны с британцами, находившимися в Египте. Для этой цели были построены укрепления, дороги, обычные и железные, население города выросло ещё больше.
В 1916 году для прокладки военной железной дороги, ведущей на Синай был построен железнодорожный мост длиной 190 метров через вади Беэр-Шева. До 70-х годов XX века он являлся самым длинным мостом в Израиле. В 2017 году полотно моста было восстановлено для пешеходного и велосипедного движения между частями парка Нахаль Беэр-Шева.

## Подмандатная Беэр-Шева (1917—1948)
В Первую мировую Беэр-Шева играла для турок ту же роль, что и для римлян: она являлась восточным опорным пунктом в южной линии обороны, начинавшейся в Газе, и построенной в 1917 году; она хорошо подходила для этой роли, так как она контролировала дороги и в ней было много колодцев.
Командующий Египетским экспедиционным корпусом был сэр Арчибальд Мюррей, но после провала двух лобовых атак на мощно укреплённую Газу, его сменил на посту генерал Алленби, которого послали в Египет после неудач на западном фронте. Алленби решил атаковать Беэр-Шеву. Благодаря эффективной дезинформации и молниеносной атаке австралийской лёгкой кавалерии он добился успеха, и вслед за Беэр-Шевой пал южный фронт осман, а потом — и вся Палестина.
При английском правлении развитие города остановилось, многие организации, работавшие на военные нужды, стали ненужными, нарушились связи между городом и окружающими племенами. В первую очередь британцы занялись восстановлением разрушенных инфраструктур и колодцев, так как стала остро ощущаться нехватка воды. Беэр-Шева всё же продолжала играть роль торгового центра — каждую среду действовал базар, на который приезжали торговцы не только с округи, но даже из Египта, Саудии и Ирака. В 1928 году в городе действовало 14 мастерских, в большинстве из них работало не более четырёх человек.
В 1937 году был опубликован план развития города, в котором была предусмотрена большая часть для жилого сектора и выделен участок на востоке для промышленности. Англичане устроили в городе военное кладбище, разобрали железную дорогу, построили школы и полицейскую станцию (тегарт). На перекрёстке Уджа-эль-Хафир-Курнуб была построена таможня, и с 1929 года бедуины, въезжавшие в город, должны были оставлять там оружие. После ликвидации железной дороги были отремонтированы и заасфальтированы грунтовые дороги, ведущие в Беэр-Шеву.
Как и предыдущая война, Вторая мировая дала городу стимул к развитию — снова появились военные базы, а жители стали подрядчиками, строителями и поставщиками британской армии. Заводы и магазины тоже процветали, возросший спрос привёл к росту доходов горожан и окрестных крестьян. В 1931 году в городе было 2959 жителей.
Население города выросло с 2356 человек в 1922 году до 6490 в 1946.

## Беэр-Шева в составе Государства Израиль (1948 — наши дни)
По решению ООН Беэр-Шева отходила арабскому государству. В начале Войны за независимость в ней базировались нерегулярные арабские подразделения. В мае 1948 года в город вошли египтяне, а 21 октября Беэр-Шева была взята израильской армией в ходе операции «Моше» (являвшейся частью операции «Йоав»).
Первые два года существования государства царила неопределённость относительно развития города и региона, не была выработана правительственная политика, поэтому всё определяли местные инициативы.
После войны в городе селили демобилизованных солдат (население в конце 1949 года — 200 человек), но новых репатриантов не посылали; в феврале 1950 года был учреждён городской муниципалитет, и в Беэр-Шеву стали направлять репатриантов. В результате политики рассредоточения населения страны город стремительно рос — с 8.300 человек в 1950 до 20.500 в 1955 и 65.200 в 1965 году. В 70-е годы рост населения затормозился и даже наблюдался отрицательный баланс, но в 90-е годы, во время Большой алии, развитие возобновилось и в городе поселилось около 35.000 новых репатриантов.
Городское планирование Беэр-Шевы всегда характеризовалось многочисленными ошибками и пренебрежением реальной ситуацией: турки решили построить в пустыне город по римско-европейской модели, проигнорировав ландшафт и речное русло; первые израильские архитекторы города собирались создать город-сад, разделённый на концентрические замкнутые районы (Алеф, Бет, Гимель), в результате чего на окружающих холмах были построены районы, совершенно оторванные друг от друга, сообщение между которыми заметно страдало во время зимних дождей. Позже власти поняли, что допустили ошибку, и стали стягивать всю деловую и прочую активность в нынешний городской центр.
В 1949 году военный госпиталь был передан организации «Хадасса», в то же время в городе открылась клиника больничной кассы «Клалит». Уже в начале 50-х годов стало ясно, что больница не справляется с быстрым ростом населения (в 1952 — 50 коек при населении 14.500 человек). Председатель «Клалит» Моше Сорока поддержал идею мэра Давида Тувияху открыть в городе больницу. При содействии Американской организации портных, пожертвовавшей крупную сумму, и несмотря на недовольство премьер-министра Бен-Гуриона, считавшего, что больницы должно строить государство, а не больничные кассы, в 1956 началось строительство новой городской больницы. В 1959 была открыта больница «Сорока».
В 1965 году принял первых студентов «Институт высшего образования», в 1970 официально превратившийся в Негевский Университет, с 1974 — Негевский Университет имени Бен-Гуриона.
В мае 1979, через две недели после подписания мирного договора, город посетил президент Египта Анвар Садат.
Город меньше пострадал от терроризма, чем многие центральные города Израиля. В 2004 году, во время Интифады Аль-Аксы, в городе произошёл крупный теракт, в результате подрыва двух автобусов террористами-смертниками (ХАМАС) погибло 16 человек и было ранено 100. Это был первый теракт такого рода в Беэр-Шеве. В 2015 году террорист убил сержанта АОИ на центральной автобусной станции города, и, воспользовавшись его оружием, открыл огонь по пассажирам, ранив около 10 человек. В марте 2022 года террорист, поддерживавший ИГ, задавил и зарезал четверых в торговом центре «Биг». Террорист был бедуином, гражданином Израиля.
Во время операции «Литой свинец» город пострадал от ракет, занятия в школах были временно прекращены. В 2011, при обострении ситуации на южной границе, ракетные обстрелы привели к гибели одного и ранении нескольких жителей. После долгого перерыва, на фоне эскалации напряжения на границе с сектором Газа, город был вновь обстрелян в 2018 году. 17 октября ракета разрушила частный дом, жертв удалось избежать.
В 2017 году прекратил работу «Бедуинский базар», который проводился раз в неделю со времён османского владычества.
В 2019 году в парке «Нахаль Беэр-Шева» был официально открыт крупнейший в Израиле искусственный водоём. Его площадь составляет 90 дунамов (22,5 акра) и он является вторым по размеру водоёмом страны после Тивериадского озера. Бюджет проекта составил около 100 миллионов шекелей. Озеро заполняется очищенными сточными водами. Рядом возведут новый район на 4500 квартир.

## Хронология местной власти
В 1948—1950 годах городом управляла военная администрация, глава — Михаэль Ханегби.
С 1950 года в городе сменилось 8 мэров:
- Давид Тувиягу: 1950—1961[83];
- Зеэв Зризи: 1961—1963[84];
- Элиягу Нави: 1963—1986[85];
- Моше Зильберман: 1986—1989[86];
- Ицхак Рагер: 1989—1997[87];
- Давид Бунфельд: 1997—1998[82];
- Яаков Тернер: 1998—2008[82].

В 2008 году на муниципальных выборах победил Рувик Данилович (р. 1971), в прошлом — близкий соратник Тернера.
Первый мэр города, Давид Тувияху, был назначен на эту должность премьер-министром Давидом Бен-Гурионом. В его время была заложена основа городской инфраструктуры. Второй мэр, Зеэв Зризи, избранный на эту должность членами горсовета в 1961 году, был отстранён через два года из-за политического кризиса (конфликта между городскими отделениями партий МАПАМ и МАПАЙ); с 1963 по 1978 год являлся заместителем мэра. Следующие полгода городом управляла особая комиссия под руководством Матитьяху Адлера. На досрочных выборах (1963) победил Элияху Нави из партии МАПАЙ, он находился у власти самое продолжительное время из всех мэров — 1963—1986. В 1979 году он принимал египетского президента Анвара Садата во время его исторического визита в Израиль. В 1989 году мэром был избран представитель «Ликуда» Ицхак Рагер, на следующих выборах победивший как кандидат от независимого списка. Он руководил городом до своей смерти от рака в 1997 году.
В 1998 году на выборах победил кандидат от независимого списка «Единая Беэр-Шева» («Беэр-Шева ахат») (который поддержала партия «Авода») Яаков Тернер. В 2003 году был переизбран на второй срок. Объявил о своей поддержке партии «Кадима» после её создания в 2005 году. После двух каденций, в 2008 году, Тернер проиграл на выборах своему заместителю и соратнику Рувику Даниловичу, баллотировавшемуся во главе независимого списка «Дерех Хадаша» («Новый путь») и получившему 60,39 % голосов. На предыдущих выборах молодёжный список Даниловича «Кадима Беэр-Шева» («Беэр-Шева, вперёд!») получил 7 мест в горсовете, и Данилович был назначен заместителем мэра и ответственным за образование. На выборах в 2013 году Данилович получил более 90 % голосов. В 2015 году он был награждён экологической премией «Зелёный глобус» за деятельность на посту мэра города. В 2018 году Данилович был переизбран на третий срок, набрав 92 % голосов.